# Pont Marexhe
Pont Marexhe is een boogbrug over het Albertkanaal in de Belgische stad Luik. De brug verbindt het eiland Monsin met de wijk Coronmeuse.
De oorspronkelijke, door Arthur Vierendeel ontworpen brug, werd in de Tweede Wereldoorlog door het Belgisch leger opgeblazen. Na de oorlog werd de huidige brug, een ontwerp van bouwkundig ingenieur René Greisch, gebouwd. De brug heeft een spanwijdte van 100 meter.

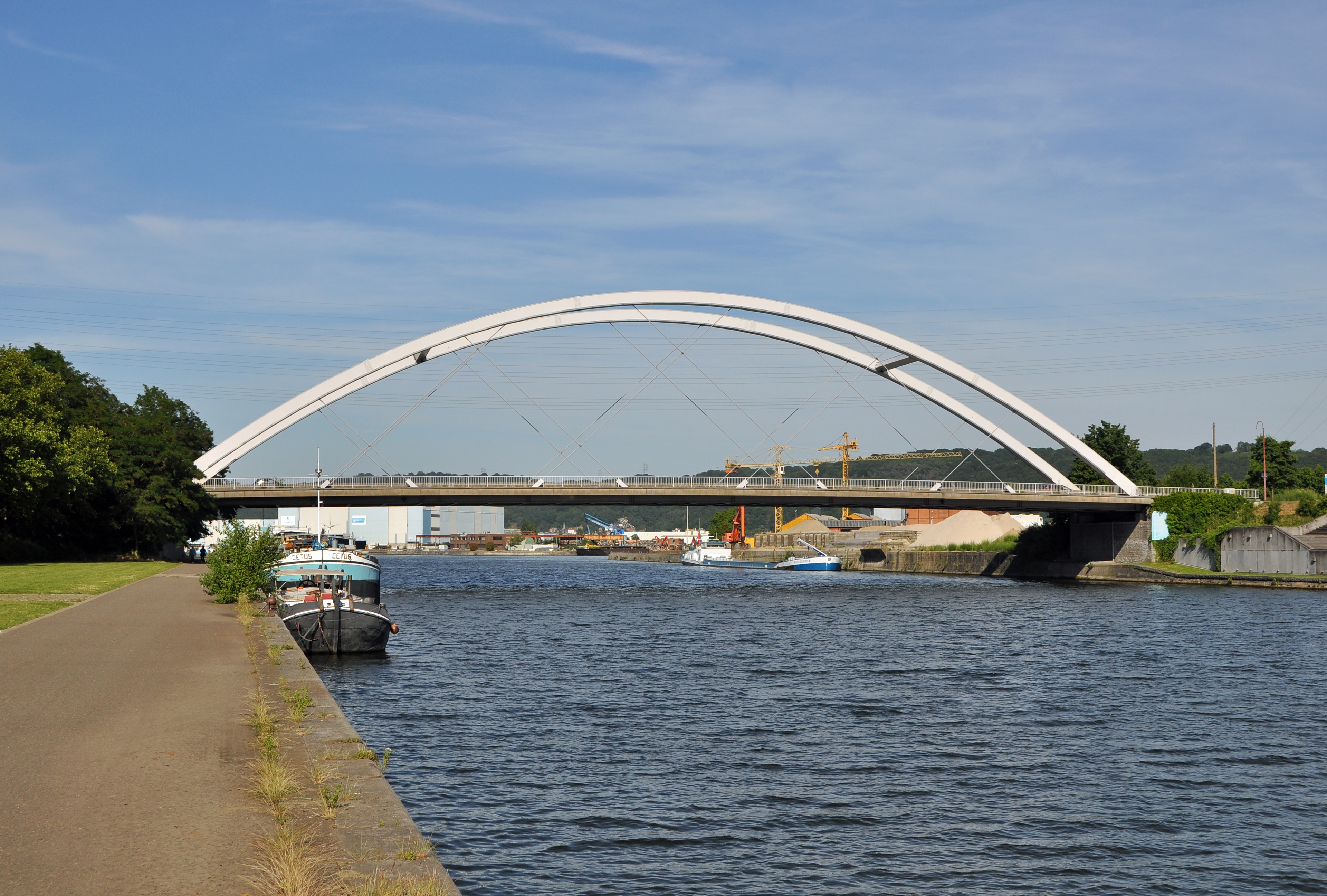
Het Albertkanaal en de Pont Marexhe. Rechts het eiland Monsin